# Majer Kallir
Majer Kallir albo Kallier (ur. 1789, zm. 1875) – żydowski bankier, burmistrz Brodów, poseł do Sejmu Krajowego Galicji.
Pochodził z rodziny bankierów żydowskich przybyłych do Galicji z Niemiec. Jego ojciec  Aleksander Zyskind Kallir osiedlił się w Brodach i założył rodzinne przedsiębiorstwo. On sam był kupcem i współwłaścicielem największego galicyjskiego banku prywatnego w poł. XIX w. pod nazwą „Natansohn i Kallir”. Został także pierwszym prezesem Izby Przemysłowo-Handlowej w Brodach oraz burmistrzem Brodów (1853). W 1869 został nobilitowany, a w 1874 otrzymał stopień rycerski. Podpisał w imieniu kahału w Brodach petycję do rządu (22 września 1847) domagającą się równouprawnienia Żydów z innymi grupami ludności w Galicji. W lutym 1851 pod wpływem rabina Samuela Daitscha z Sambora Majer Kallier założył w Brodach Towarzystwo rozwoju rolnictwa wśród Żydów w Galicji. Był zwolennikiem asymilacji Żydów do kultury niemieckiej. Jego synem był Natan Kallir także bankier i poseł do galicyjskiego Sejmu i austriackiej Rady Państwa.  
Poseł do Sejmu Krajowego Galicji I kadencji (15 kwietnia 1861 – 31 grudnia 1866), wybranym w kurii III (gmin miejskich) z okręgu wyborczego Miasto Brody. W trakcie debaty nad statutami miast pojawiła się kwestia równouprawnienia ludności żydowskiej. Wydana w Austrii 5 marca 1862 roku ustawa ogólnopaństwowa zakładała przygotowanie statutów, głównie dla miast stołecznych i nie przewidywała żadnych ograniczeń wyznaniowych. Wraz z innymi posłami żydowskimi Symeonem Samelsohnem z Krakowa, Markiem Dubsem ze Lwowa i Lazarem Dubsem z Kołomyi zgłosił 26 kwietnia 1862 wniosek o równouprawnienie Żydów, ale nie spotkali się ze zrozumieniem ze strony posłów polskich. Podobną propozycję zgłosił też w imieniu demokratów Florian Ziemiałkowski. Postulat ograniczenia czynnego i biernego prawa wyborczego dla Żydów wyszedł z grona konserwatywnych polityków polskich – którzy uważali że ponieważ Żydzi mają swoje własne gminy – to nie powinny uczestniczyć w samorządzie miejskim. W rezultacie w uchwalonym dla Lwowa statucie znalazły się postanowienia dyskryminujące ludność żydowską. Co istotnie na statucie Lwowa wzorowały się w tym zakresie mniejsze miasta galicyjskie. Członek delegacji galicyjskich Żydów do cesarza w 1866 która przedstawiła petycję cesarzowi Franciszkowi Józefowi I domagającą się wycofania ograniczeń prawnych dla ludności żydowskiej. Ostatecznie w 1868 także za namową Franciszka Smolki Sejm galicyjski zniósł wszelkie ograniczenia prawne dla Żydów.